# 卡勃羅 (北卡羅來納州)
卡勃罗（英語：Carrboro）是位于美国北卡罗来纳州奥兰治县的一座小城市。它和教堂山相接。在2000年的人口普查中的人口是16,782人。2022年10月，該市反對伊拉克戰爭以及美國愛國者法案。